# Norbert Goeneutte

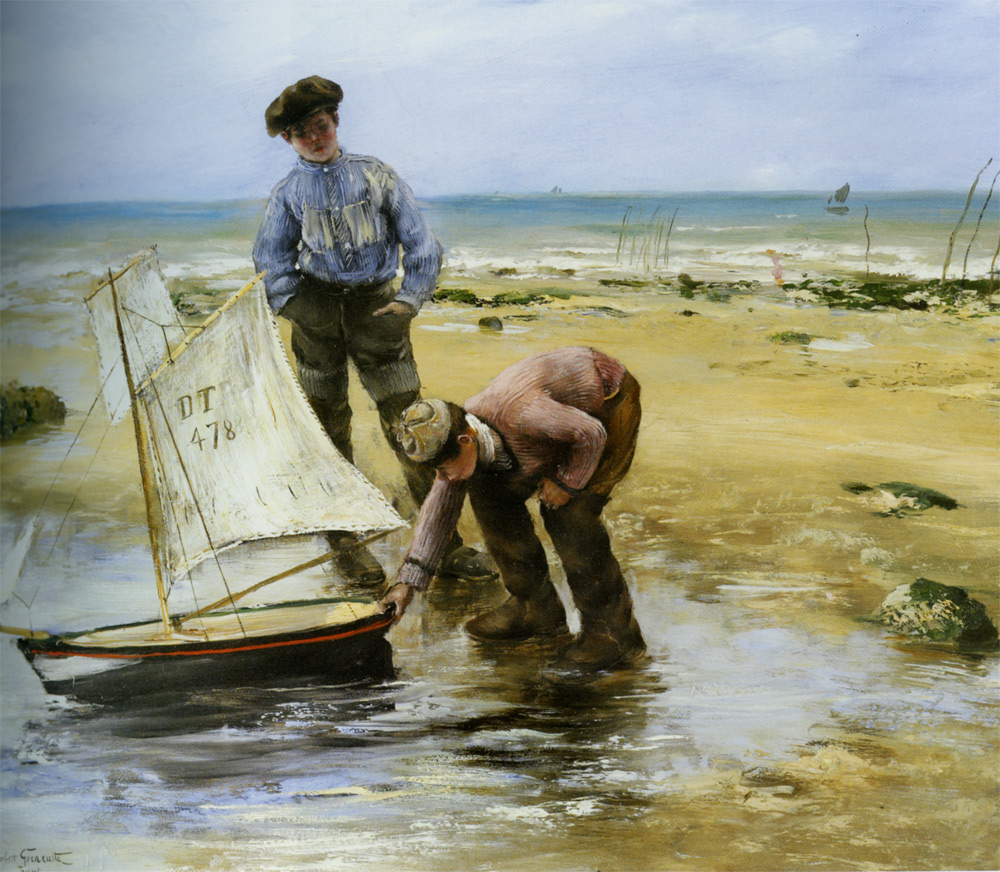
Enfants jouant sur la plage (Spielende Kinder am Strand), 1881, Privatsammlung

Norbert Goeneutte, auch Norbert Gœneutte (* 23. Juli 1854 in Paris; † 9. Oktober 1894 in Auvers-sur-Oise) war ein französischer Maler und Grafiker. Motive seiner Gemälde sind häufig Landschaften und Pariser Straßenszenen, in denen sich deutlich der Einfluss des Impressionismus zeigt. Sein grafisches Werk umfasst zahlreiche Radierungen, die in zeitgenössischen Zeitschriften erschienen und auch zur Buchillustration dienten.

## Leben

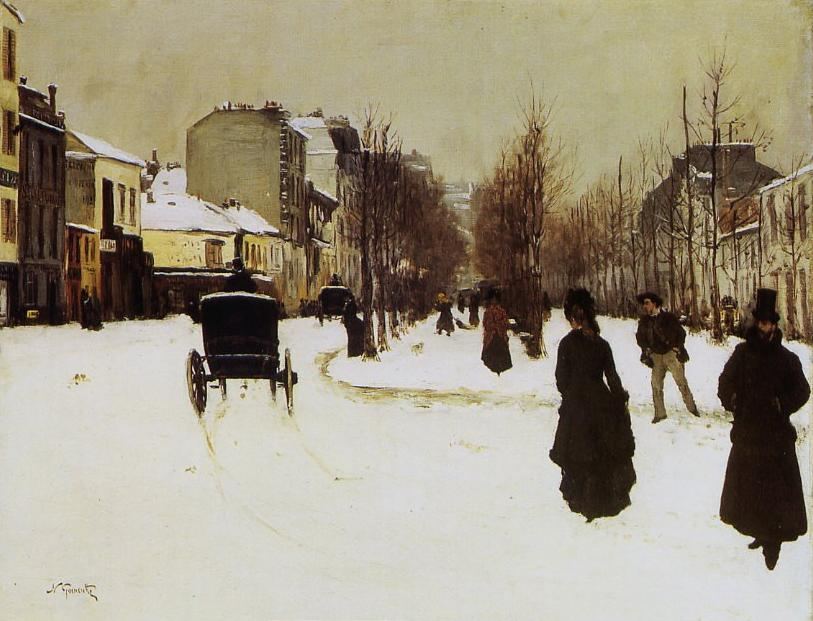
Le Boulevard de Clichy par temps de neige (Der Boulevard de Clichy im Schnee), 1876, Tate Gallery, London

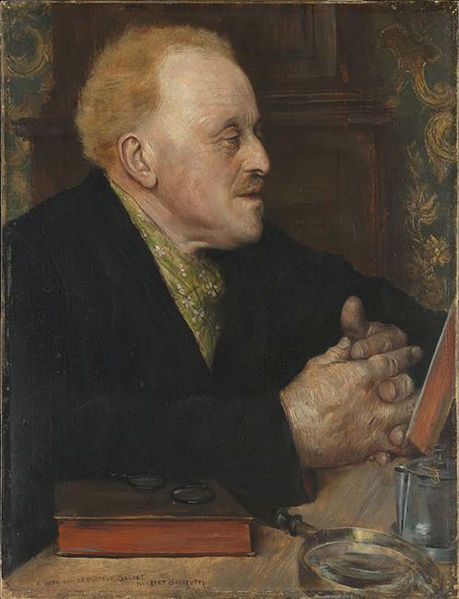
Le Docteur Paul Gachet, 1891, Musée d’Orsay, Paris

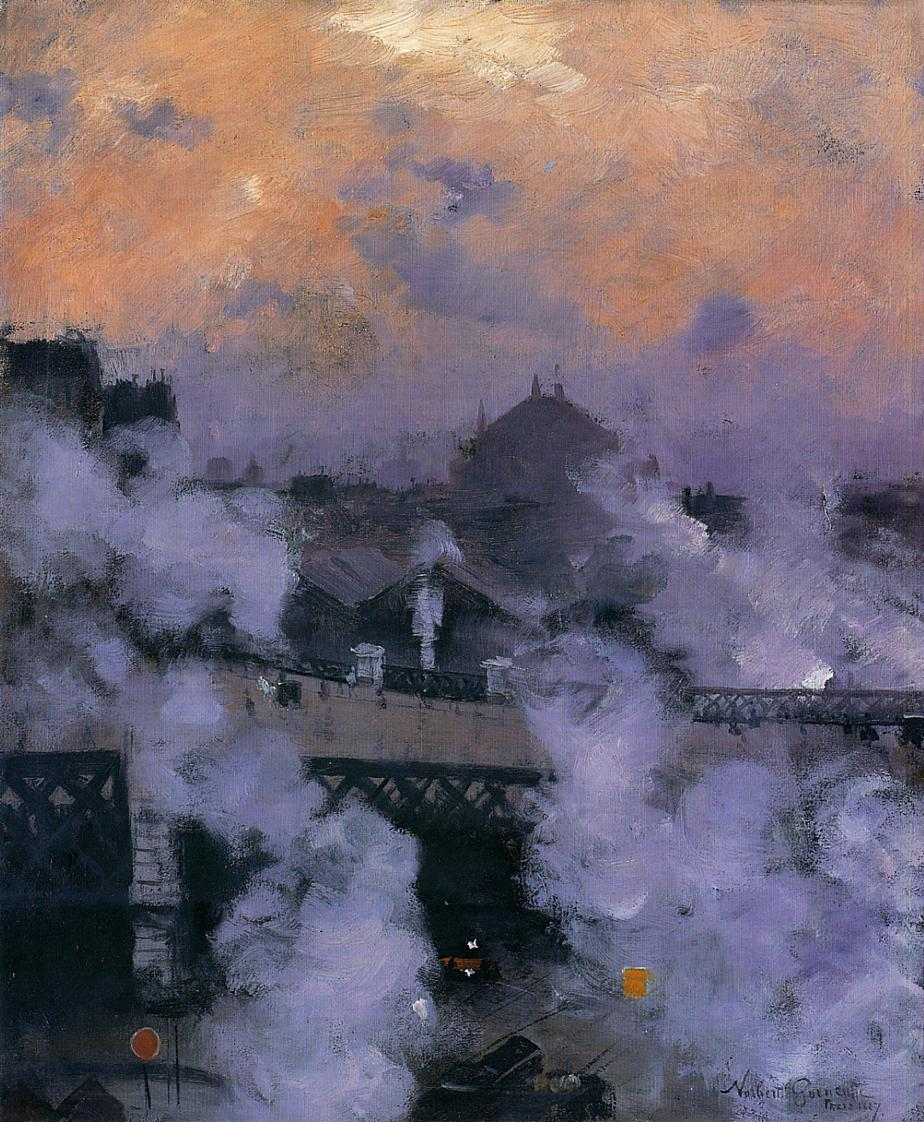
Pont de l’Europe, effet de nuit (Pont de l’Europe, Nachtstimmung), 1887, Privatsammlung

Norbert Goeneutte kam 1854 in Paris zur Welt. Nach seiner schulischen Ausbildung am Lycée Condorcet arbeitete er zunächst im Büro eines Rechtsanwaltes. 1871 begann er seine künstlerische Ausbildung an der École des Beaux-Arts, wo er bei Isidore Pils Malerei studierte. Als Henri Lehmann nach dem Tod von Pils 1875 dessen Atelier übernahm, bezog Goeneutte im Künstlerviertel Montmartre ein eigenes Atelier.
Goeneutte gehörten zu den regelmäßigen Besuchern des Café de la Nouvelle Athènes und pflegte intensiven Kontakt zu den dortigen Künstlerkreisen. Hier lernte er Pierre-Auguste Renoir kennen, für den er mehrfach – beispielsweise für das Gemälde Bal du moulin de la Galette – Modell stand. Auch andere impressionistische Maler wie Edgar Degas, Claude Monet und Camille Pissarro gehörten zu seinem Freundeskreis. Obwohl diese Künstler großen Einfluss auf seine Malerei ausübten, stellte er seine Arbeiten bei keiner der acht Gruppenausstellungen der Impressionisten aus. Wie sein Freund Édouard Manet, zog es Goeneutte vor, seine Bilder im offiziellen Salon de Paris der Öffentlichkeit zu präsentieren. Hier debütierte er 1876 mit der Pariser Straßenszene Le Boulevard de Clichy, par un temps de neige (Der Boulevard de Clichy im Schnee) und beteiligte sich fortan jährlich an diesen Ausstellungen. Ein weiterer wichtiger Freund Goeneuttes war Marcellin Desboutin, der bei ihm die Begeisterung für den Holzschnitt und die Radierung weckte. Später gehörte Goeneutte zu den Mitbegründern der Société des peintres-graveurs français, einem Zusammenschluss von Grafikern, die vor allem Ausstellungen von Radierungen organisierten.
Finanzielle Unterstützungen seines Bruders ermöglichten Goeneutte mehrere Reisen ins In- und Ausland. So hielt er sich 1880 in London, 1887 in Rotterdam und 1890 in Venedig auf. Zusammen mit dem Sammler Hippolyte Fortin, den er 1879 porträtiert hatte, bereiste er 1881 die Normandie. Weitere Aufenthalte in der französischen Provinz galten 1887 Honfleur und 1889 den Landschaften der Beauce, der Sologne und dem Bordelais. Während dieser Reisen und Aufenthalte entstanden zahlreiche Werke mit Landschaftsmotiven und Stadtansichten.
1891 diagnostizierte der Arzt und Freizeitmaler Paul Gachet bei Goeneutte eine Herzschwäche. Im selben Jahr zog Goeneutte in Gachets Wohnort Auvers-sur-Oise und schuf ein Porträt des Arztes. Gemeinsam mit Gachet arbeitete Goeneutte an verschiedenen grafischen Illustrationen. Nach einer Lungenerkrankung starb Goeneutte 1894 und wurde auf dem Cimetière d’Auvers-sur-Oise bestattet.

## Werk
Zu Beginn seiner Karriere orientierte sich Goeneutte an einer traditionell-akademischen Malweise und zählte flämische Maler zu seinen Vorbildern. Neben einigen orientalischen Motiven bevorzugte er anfangs Genrestücke, Interieurs und Porträts von Familienangehörigen und Freunden. Später kamen Landschaftsbilder der Normandie, aus Flandern, der Region Bordeaux und der Umgebung von Paris hinzu. Neben Stadtansichten von Venedig, Antwerpen und Rotterdam sind besonders die Motive mit Pariser Alltagsszenen charakteristisch für sein Werk. Bei seinen detailreichen Darstellungen des Lebens auf den Straßen von Paris beschrieb er sowohl die Figuren der bürgerlichen Gesellschaft, wie des Arbeitermilieus, wobei er besonders oft Frauen malte. Während die Gesichter der Personen meist fein ausgearbeitet sind, übernahm er beim Hintergrund die Malweise der Impressionisten. Besonders in der atmosphärischen Wiedergabe der Lichtverhältnisse im Gemälde Pont de l’Europe, effet de nuit ist deutlich der Einfluss von Claude Monet nachzuzeichnen, der das Motiv Jahre zuvor ebenfalls für eine Reihe von Gemälden wählte. Neben Gemälden in Öl arbeitete Goeneutte zudem in Aquarell- und Pastelltechnik und hinterließ ein umfangreiches zeichnerisches Werk.
Das druckgrafische Werk umfasst rund 200 Radierungen, die überwiegend in Kaltnadeltechnik entstanden sind. Hierbei verwandte er häufig Kombinationen mit Aquatinta, Weichgrundätzung oder Mezzotinto. Diese meist bei Alfred Cadart und bei Auguste Delâtre veröffentlichten Radierungen zeigen oftmals skizzenhafte Porträts sowie Landschaften und Stadtansichten. Stilistisch sind diese Arbeiten eng mit denen seiner Freunde Félix Buhot, Charles Emile Jacque und Henri Guérard verwandt. Neben den Radierungen sind zudem sieben Lithographien von Goeneutte bekannt.
Goeneuttes Illustrationen erschienen in verschiedenen Pariser Zeitschriften wie L’Illustré Nouveau, Paris à l’eau-forte und La Vie parisienne. Zudem kamen einige seiner Ansichten 1890 in der Stadtbeschreibung Paris; Promenades dans les Vingt Arrondissements von Alexis Martin zur Veröffentlichung. Auch im Roman La Terre von Émile Zola finden sich seine Radierungen als Buchillustrationen.

## Gemälde in öffentlichem Besitz (Auswahl)
- Portrait Berthe Morisot, 1875, Wallraf-Richartz-Museum & Fondation Corboud, Köln
- Le Boulevard de Clichy par temps de neige, 1876, Tate Gallery, London
- Fleuriste sur le boulevard Rochechouart, 1887, Musée Blanche Hoschedé-Monet, Vernon (Eure)
- Le Pont de l'Europe et la gare Saint-Lazare, 1888, Baltimore Museum of Art, Baltimore
- Le docteur Paul Gachet, 1891, Musée d’Orsay, Paris
- Portrait de Jean Buhot, 1891, Musée Blanche Hoschedé-Monet, Vernon (Eure)
- Le cellier, 1893, Musée Blanche Hoschedé-Monet, Vernon (Eure)
- Marché rue de l'épicerie, 1894, Musée d’Art et d’Histoire Pissarro-Pontoise, Pontoise